# Église Saint-Hubert de Waville
L'église Saint-Hubert est une église catholique située à Waville, en France.

## Localisation
L'église est située dans le département français de Meurthe-et-Moselle, sur la commune de Waville.

## Historique
L'église fortifiée Saint-Hubert dont la fondation date du XIIIe siècle est l’une des plus anciennes « église-halle » de Lorraine. L’église fut aménagée en « église-halle » au XIIIe siècle mais la paroisse de Waville, quant à elle, fut créée aux alentours de l’an mil. Son nom d’église Saint-Hubert vient des liens unissant l’abbaye Saint-Gorgon de Gorze, dont la paroisse de Waville était sous la dépendance, au monastère Saint-Hubert dans les Ardennes.
L'édifice est classé au titre des monuments historiques par arrêté du 6 juillet 1921.

## Description
Le tympan de la porte principale datant du XVIe siècle représente saint Hubert.
L'édifice est construit dans la première moitié du XIIIe siècle. Son portail porte la date 1525. L'église, exhaussée et fortifiée au début du XVIIe siècle, porte la date 1608. La tour clocher est érigée en 1769 par Jean Domaire, entrepreneur, et Dominique Domaire fils, entrepreneur.